# Fritz David von Hansemann

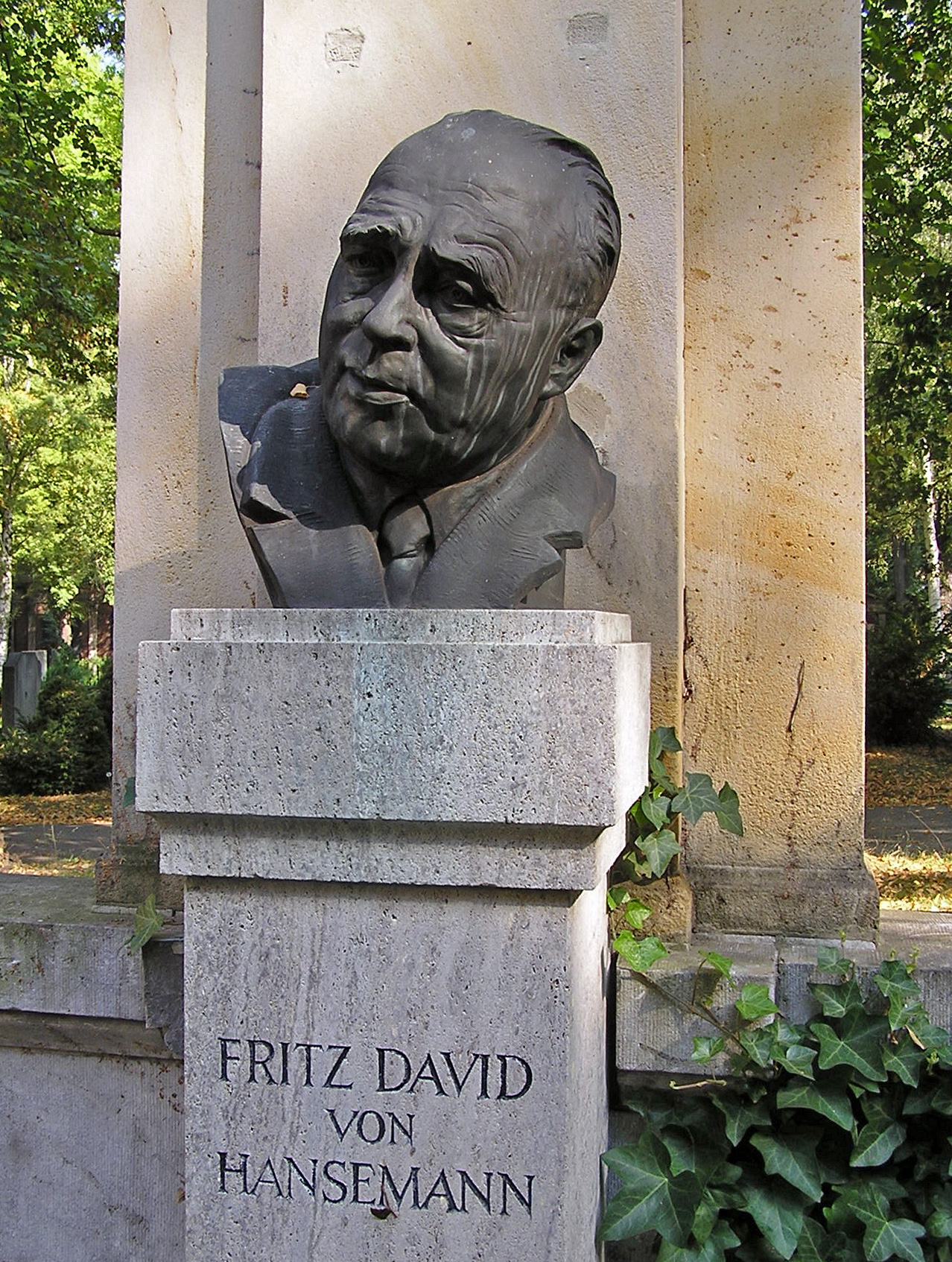
Büste von Fritz David von Hansemann auf dem Alten Sankt-Matthäus-Kirchhof

Fritz David von Hansemann (* 13. September 1886 in Berlin; † 23. Mai 1971 ebenda) war ein deutscher Politiker (DVP, CDU).
Fritz David von Hansemann entstammte der berühmten Bankiersfamilie Hansemann und war der Sohn des Pathologen David Paul von Hansemann (1858–1920) und der Elisabeth Walter (1863–1935), Tochter der Therese Franckenstein und des Wirklich Geheimen Ober-Postrates Fritz Walter. Die Hansemann unterteilen sich genealogisch in zwei Familienlinien, Fritz David gehört zur II. Linie, welche 1901 durch Gustav von Hansemann in den preußischen Adelsstand erhoben wurde.
Er studierte ab 1905 an den Universitäten von Leipzig und Bonn Jura und Politik. 1908 und 1909 leistete er seinen Militärdienst ab. Ab 1909 wurde er Regierungsassessor in Frankfurt (Oder), Arnswalde und Trier. Im Ersten Weltkrieg war er vier Jahre Soldat, zuletzt als Reserveoffizier. Von 1920 bis 1930 war Hansemann Kommunalpolitiker zunächst in Neuss, um später Oberbürgermeister von Flensburg zu werden. Mit der „Machtergreifung“ der Nationalsozialisten wurde er entlassen, da er der Deutschen Volkspartei (DVP) angehörte. In der Zeit des Nationalsozialismus war Hansemann Wirtschaftsberater in Berlin.
Fritz David von Hansemann war zweimal verheiratet, zuerst mit Doris Unterharnscheidt (1888–1930), Tochter eines Oberstleutnants, dann ab 1931 zu Neustrelitz mit Johanna Katharina Thoenessen. Aus erster Ehe stammen die Tochter Ingeborg (* 1911), Sohn Dieter (* 1913), Sohn Hans-Jürgen (1917–1944) und Tochter Gerda, die die erste Ehefrau des NS-Juristen Ernst von Heydebrand und der Lasa wurde. Aus der zweiten Ehe stammte der Sohn Wolfgang (1935–2015)
Nach dem Zweiten Weltkrieg trat Hansemann der CDU bei und wurde 1950 in die Bezirksverordnetenversammlung des Bezirks Wilmersdorf gewählt. Bei der Wahl zum Abgeordnetenhaus von Berlin 1954 wurde er zwar gewählt, schied aber im Februar 1955 aus, da er Bezirksbürgermeister des Bezirks Steglitz wurde. 1959 wurde er pensioniert.
Auf dem Alten St.-Matthäus-Kirchhof ist das Familiengrab erhalten, die Büste wurde Anfang April 2016 gestohlen.